# 20-й армійський корпус (Україна)
20-й армійський корпус (20 АК) — оперативно-тактичне об'єднання Сухопутних військ Збройних сил України.

## Історія

### Передумови
З кінця 2024 року обговорювався перехід ЗСУ на корпусну систему. На початку 2025 року ці зміни почали втілюватися.

### Створення
У червні 2025 року на офіційних медіаресурсах корпусу було оприлюднено відео, що розкриває структуру корпусу.

## Структура
Станом на 2025 рік:
- 17-та окрема важка механізована бригада
- 23-тя окрема механізована бригада
- 31-ша окрема механізована бригада
- 33-тя окрема механізована бригада
- 141-ша окрема механізована бригада
- 128-й окремий батальйон матеріального забезпечення (до серпня 2025 128-й окремий батальйон ТрО, 112-ї окремої бригади ТрО)[джерело?]
- 13-й командний пункт протиповітряної оборони[3]

## Командування

### Командири
- з 2025: полковник Кітугін Максим Олегович[4]